# Kromberg & Schubert
Kromberg & Schubert er en Wuppertal-baseret producent af elektriske systemer til bilindustrien og specielle kabler til andre industrier. Desuden også kunststofdele. På verdensplan har de 48 lokaliteter.
I 1902 etablerede Paul Kromberg og Ernst Schubert i Barmen en virksomhed  og fik som kabelproducent tildelt farven lilla for at identificere sine produkter.